# Сінджон (ван Корьо)
Сінджон (кор. 신종, 神宗, Sinjong, Sinjong); ім'я при народженні Ван Тхак (кор. 왕탁, 王晫, Wang Tak, Wang T'ak; 11 серпня 1144 — 15 лютого 1204) — корейський правитель, двадцятий володар Корьо.
Був п'ятим сином вана Інджона. Зійшов на трон 1197 року після усунення від влади його старшого брата Мьонджона.
Сучасники вважали Сінджона мудрим правителем, однак, як і його попередники, він не мав реальної влади. Її було зосереджено в руках військової верхівки.
На початку 1204 року Сінджон захворів та був змушений зректись престолу на користь свого сина, Хийджона, а невдовзі помер.